# Miconia biappendiculata
Miconia biappendiculata är en tvåhjärtbladig växtart som först beskrevs av Charles Victor Naudin, och fick sitt nu gällande namn av Antonio Lorenzo Uribe Uribe. Miconia biappendiculata ingår i släktet Miconia och familjen Melastomataceae. Inga underarter finns listade i Catalogue of Life.